# Fédération des Bourses du travail
La Federazione delle Borse del lavoro di Francia e delle Colonie  ( Fédération des Bourses du travail de France et des colonies) è stata una organizzazione sindacale francese di ispirazione sindacalista rivoluzionaria e anarchica, fondata nel 1892 e successivamente confluita nella Confédération générale du travail.

## Storia
La prima Bourse du travail venne fondata a Parigi nel 1888 da parte dei sindacati parigini in concorrenza agli uffici di collocamento gestiti dai datori di lavoro. il movimento si diffuse rapidamente nei principali capoluoghi di provincia, in gran parte controllato dagli anarchici che vi vedevano "un mezzo per opporsi alle tendenze centralizzatrici dei socialisti di Guesde in seno alla Fédération nationale des syndicats".
Nel 1892 venne costituita la federazione nazionale, di cui divenne segretario nel 1895 l'anarchico Fernand Pelloutier, mentre vicesegretario era Paul Delesalle, anch'egli anarchico. Pelloutier rimase a capo dell'organizzazione fino alla morte sopravvenuta nel 1901 quando venne sostituito alla segreteria dall'antimilitarista Georges Yvetot.
Nel frattempo si stava realizzando un avvicinamento con la Fédération nationale des syndicats, in cui anarchici come Émile Pouget, blanquisti e sostenitori di Jean Allemane stavano assumendo una crescente influenza a discapito dei guesdisti. Nel 1895 la Fédération nationale des syndicats assunse il nome di Confédération générale du travail e adottò una struttura duplice basata sia su federazioni nazionali sia su federazioni locali. Questo tipo di strutturazione era funzionale a convincere le Borse del lavoro a confluire nella nuova organizzazione. L'unificazione si realizzò effettivamente solo nel 1902, quando ormai la strategia delle due organizzazioni era improntata agli stessi principi sindacalisti rivoluzionari.